# Grigore Nicolau
Grigore Nicolau (n. 1891 – d. 1957) a fost un general român. Grigore Nicolau a fost arestat în 1951, condamnat la 15 ani de penitenciar în 1953 și a fost eliberat în 1954.

## Funcții deținute
A absolvit Școala de Ofițeri de artilerie în 1911. A fost înaintat la gradul de colonel la 16 octombrie 1935 și la gradul de general de brigadă la 10 mai 1941.
- 1941 – 1942 - Comandant Adjunct al Diviziei 7 Artilerie,
- 1942 - Comandantul Diviziei 7 Artilerie,
- 1942 - Comandantul Corpului 4 Artilerie,
- 1942 – mai 1943 - Comandantul Diviziei a 2-a Gardă,
- 24 noiembrie 1943 - 15 octombrie 1944 - Comandantul Diviziei 5 Infanterie
- 1944 - Comandantul Diviziei 5 Infanterie Instrucție,
- 1944 – 1945 - Director Departmentul Administrației Armatei,
- 1945 - Subsecretar de Stat Înzestrarea Armatei.
- 1945 – 30 noiembrie 1946 - Comandantul Corpului 2 Armată,
- 1 decembrie 1946 - 22 martie 1947, Comandantul Armatei a 4-a,
- 23 martie 1947 - Comandantul Regiunii a 2-a Militare,
- 1948 - În retragere.